# Roidhof (Altenthann)
Roidhof ist ein Ortsteil der Gemeinde Altenthann im Oberpfälzer Landkreis Regensburg (Bayern).

## Geografische Lage
Der Weiler Roidhof liegt in der Region Regensburg, an der Staatsstraße 2145 und ungefähr drei Kilometer südwestlich von Altenthann.

## Geschichte
Roidhof wurde 1498 als altes Zubehör zum Schloss Lichtenwald erstmals schriftlich erwähnt. Es war im Besitz von Urban Zenger vom Lichtenwald zum Adlmannstein. Urban Zenger gab Roidhof an seinen Sohn Wiguläus Zenger weiter. Damit ging Roidhof in die Hofmark Adlmannstein über, wo es bis ins 18. Jahrhundert blieb.
Die Lichtenwalder und der Pfarrer von Altenthann teilten sich ab 1576 in den Zehnt von Roidhof.
Zum Stichtag 23. März 1913 (Osterfest) gehörte Roidhof zur Pfarrei Altenthann und hatte ein Haus und 7 Einwohner.
Am 31. Dezember 1990 hatte Roidhof 28 Einwohner und gehörte zur Pfarrei Altenthann.